# Quà Giáng sinh

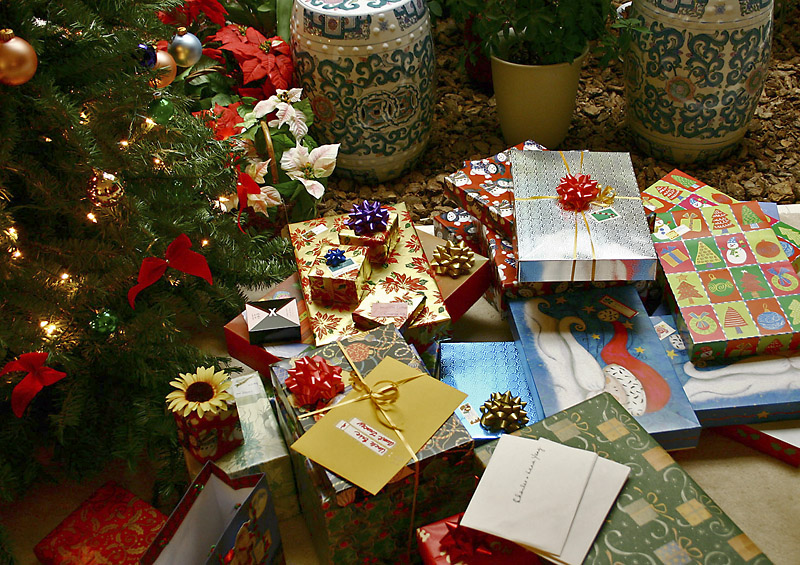
Quà Giáng sinh dưới gốc cây Giáng sinh.

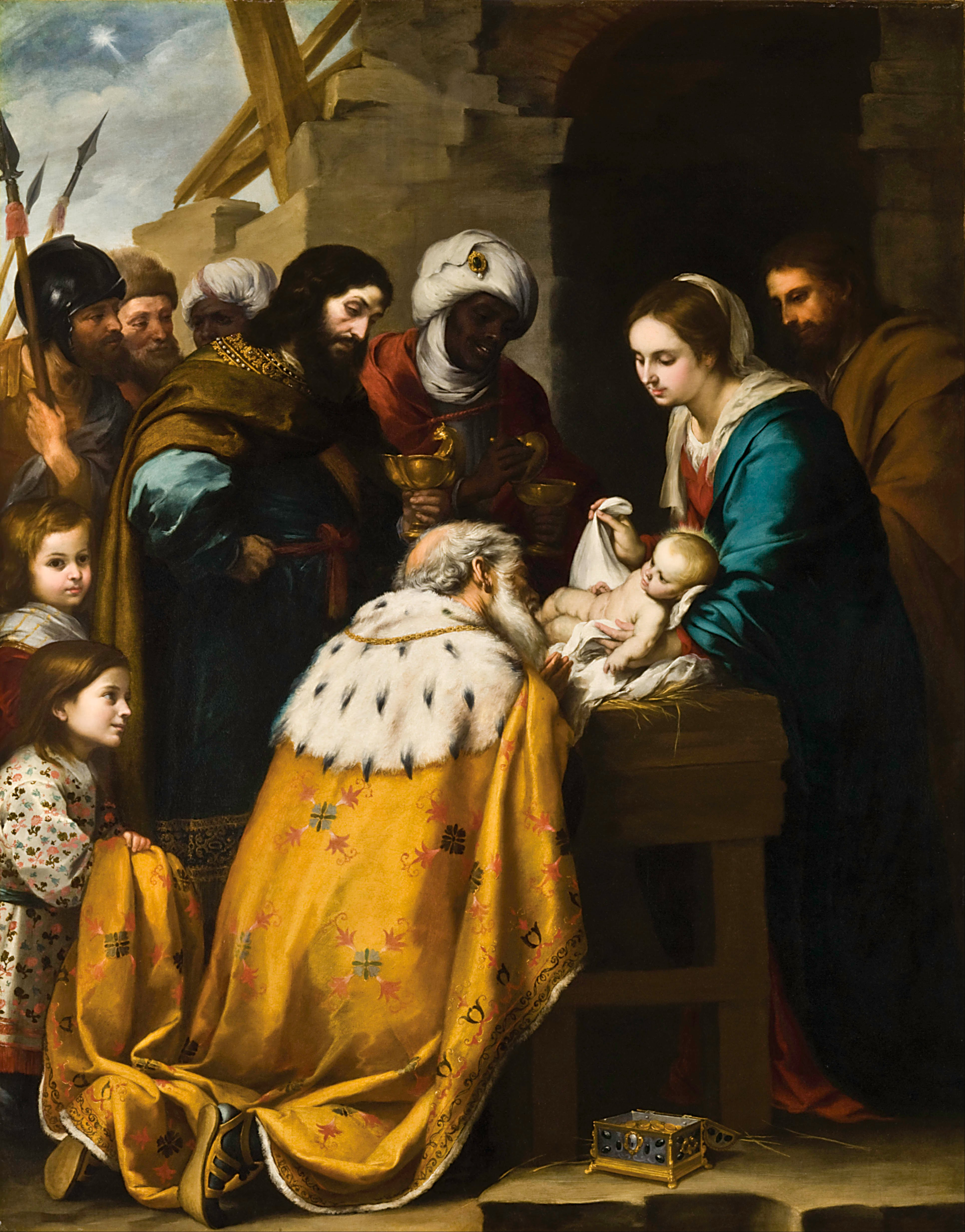
Bức họa Sự chiêm bái của các nhà thông thái của Bartolomé Esteban Murillo, thế kỷ 17 tại Bảo tàng Nghệ thuật Toledo, Ohio, diễn tả cảnh ba vua đến thăm Chúa Hài đồng Giêsu

Quà Giáng sinh, hay còn gọi là quà Noel, là những món quà được trao tặng trong dịp lễ Giáng sinh. Quà Giáng sinh thường được trao đổi vào đêm vọng Lễ Giáng Sinh (24 tháng 12), ngày Giáng sinh (25 tháng 12) hoặc Đêm hiển linh (5 tháng 1). Theo truyền thống của đạo Cơ Đốc, việc tặng quà trong mùa Giáng sinh tượng trưng cho việc ba nhà thông thái (ba vua) hiến lễ cho Chúa Giê-su Hài đồng.